# Paterson FC
A Paterson FC, labdarúgó csapatát Paterson városában, New Jersey-ben hozták létre 1918-ban. Három szezont játszott az NAFBL bajnokságában és egy alkalommal hóditották el a bajnoki trófeát. Az National Challenge Cup történetében is egyszer győztesként szerepelnek.

## Története
1917-es alapításuk után, elindultak az NAFBL küzdelmeiben, melyben kiegyensúlyozott teljesítménnyel (12 győzelem, 1 döntetlen és 1 vereség) első helyen végeztek. A bajnoki cím megszerzése után egy harmadik és egy negyedi helyet szereztek az elkövetkező két szezonban. Az ASL létrejötte azonban 1921-ben a NAFBL megszűnését is eredményezte. A Paterson nem csatlakozott az új ligához, de egy évvel rá, már részt vett a bajnokságban, igaz halvány, ötödik helyezéssel. Maurice Vandeweghe, egy New York-i kereskedő, megvásárolta a klubot és mivel a csapat ritkán tartózkodott New Jerseyben, ezért az együttes felvette a  New York Giants nevet.

## Sikerei
- 1-szeres NAFBL bajnok: 1918

- 1-szeres National Challenge Cup győztes: 1923

## Híres játékosok
- Peter Renzulli
- Reynolds
- Whitehead
- Adams
- Fryer
- Herd
- Duggan
- Johnny McGuire
- Heminsley
- McKenna
- Irvine

## Menedzserek
- John Ford (1919-1923)